# يوشيكازو تشو
يوشيكازو تشو (باليابانية: 長義和) هو دراج ياباني، ولد في 3 أكتوبر 1953 في أوساكا في اليابان.

## وصلات خارجية
- يوشيكازو تشو على موقع أرشيف الدراجات (الإنجليزية)
- يوشيكازو تشو على موقع أوليمبيديا (الإنجليزية)